# US tenniskampioenschap 1941
De 61e editie van het Amerikaanse grandslamtoernooi, het US tenniskampioenschap 1941, werd gehouden tussen 18 augustus en 7 september 1941. Voor de vrouwen was het de 55e editie. De dubbelspeltoernooien (mannen, vrouwen en gemengd) werden van 18 tot en met 24 augustus gespeeld op de Longwood Cricket Club in Brookline (Massachusetts). Het enkelspel ontrolde zich van 30 augustus tot en met 7 september op de West Side Tennis Club in Forest Hills, een wijk in het stadsdeel Queens in New York. Het was door de Tweede Wereldoorlog het enige grandslamtoernooi dat dat jaar gespeeld werd.

## Belangrijkste uitslagen
Mannenenkelspel

Finale: Bobby Riggs (VS) won van Frank Kovacs (VS) met 5-7, 6-1, 6-3, 6-3
Vrouwenenkelspel

Finale: Sarah Palfrey-Cooke (VS) won van Pauline Betz (VS) met 7-5, 6-2
Mannendubbelspel

Finale: Jack Kramer (VS) en Ted Schroeder (VS) wonnen van Gardnar Mulloy (VS) en Wayne Sabin (VS) met 9-7, 6-4, 6-2 
Vrouwendubbelspel

Finale: Sarah Palfrey-Cooke (VS) en Margaret Osborne (VS) wonnen van Pauline Betz (VS) en Dorothy Bundy (VS) met 3-6, 6-1, 6-4 
Gemengd dubbelspel

Finale: Sarah Palfrey-Cooke (VS) en Jack Kramer (VS) wonnen van Pauline Betz (VS) en Bobby Riggs (VS) met 4-6, 6-4, 6-4 
Een toernooi voor junioren werd voor het eerst in 1973 gespeeld.
1881 · 1882 · 1883 · 1884 · 1885 · 1886 · 1887 · 1888 · 1889 · 1890 · 1891 · 1892 · 1893 · 1894 · 1895 · 1896 · 1897 · 1898 · 1899 · 1900 · 1901 · 1902 · 1903 · 1904 · 1905 · 1906 · 1907 · 1908 · 1909 · 1910 · 1911 · 1912 · 1913 · 1914 · 1915 · 1916 · 1917 · 1918 · 1919 · 1920 · 1921 · 1922 · 1923 · 1924 · 1925 · 1926 · 1927 · 1928 · 1929 · 1930 · 1931 · 1932 · 1933 · 1934 · 1935 · 1936 · 1937 · 1938 · 1939 · 1940 · 1941 · 1942 · 1943 · 1944 · 1945 · 1946 · 1947 · 1948 · 1949 · 1950 · 1951 · 1952 · 1953 · 1954 · 1955 · 1956 · 1957 · 1958 · 1959 · 1960 · 1961 · 1962 · 1963 · 1964 · 1965 · 1966 · 1967
↓ open tijdperk ↓
1968 (m-v-md-vd-gd) ·
1969 (m-v-md-vd-gd) ·
1970 (m-v-md-vd-gd) ·
1971 (m-v-md-vd-gd) ·
1972 (m-v-md-vd-gd) ·
1973 (m-v-md-vd-gd) ·
1974 (m-v-md-vd-gd) ·
1975 (m-v-md-vd-gd) ·
1976 (m-v-md-vd-gd) ·
1977 (m-v-md-vd-gd) ·
1978 (m-v-md-vd-gd) ·
1979 (m-v-md-vd-gd) ·
1980 (m-v-md-vd-gd) ·
1981 (m-v-md-vd-gd) ·
1982 (m-v-md-vd-gd) ·
1983 (m-v-md-vd-gd) ·
1984 (m-v-md-vd-gd) ·
1985 (m-v-md-vd-gd) ·
1986 (m-v-md-vd-gd) ·
1987 (m-v-md-vd-gd) ·
1988 (m-v-md-vd-gd) ·
1989 (m-v-md-vd-gd) ·
1990 (m-v-md-vd-gd) ·
1991 (m-v-md-vd-gd) ·
1992 (m-v-md-vd-gd) ·
1993 (m-v-md-vd-gd) ·
1994 (m-v-md-vd-gd) ·
1995 (m-v-md-vd-gd) ·
1996 (m-v-md-vd-gd) ·
1997 (m-v-md-vd-gd) ·
1998 (m-v-md-vd-gd) ·
1999 (m-v-md-vd-gd) ·
2000 (m-v-md-vd-gd) ·
2001 (m-v-md-vd-gd) ·
2002 (m-v-md-vd-gd) ·
2003 (m-v-md-vd-gd) ·
2004 (m-v-md-vd-gd) ·
2005 (m-v-md-vd-gd) ·
2006 (m-v-md-vd-gd) ·
2007 (m-v-md-vd-gd) ·
2008 (m-v-md-vd-gd) ·
2009 (m-v-md-vd-gd) ·
2010 (m-v-md-vd-gd) ·
2011 (m-v-md-vd-gd) ·
2012 (m-v-md-vd-gd) ·
2013 (m-v-md-vd-gd) ·
2014 (m-v-md-vd-gd) ·
2015 (m-v-md-vd-gd) ·
2016 (m-v-md-vd-gd) ·
2017 (m-v-md-vd-gd) ·
2018 (m-v-md-vd-gd) ·
2019 (m-v-md-vd-gd) ·
2020 (m-v-md-vd) ·
2021 (m-v-md-vd-gd) ·
2022 (m-v-md-vd-gd) ·
2023 (m-v-md-vd-gd)  ·
2024 (m-v-md-vd-gd)
Lijst van US Openwinnaars